# Deutsches Kulturforum östliches Europa

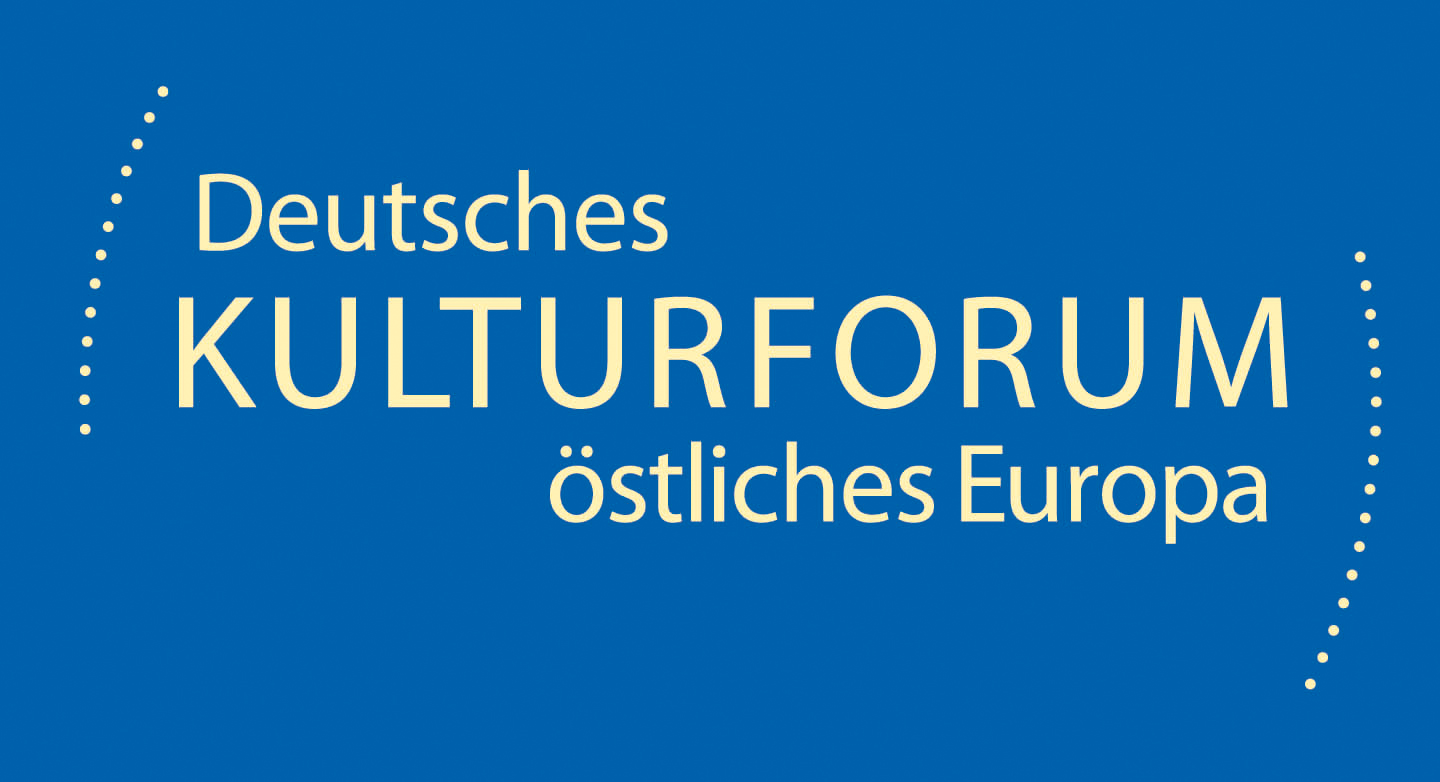
Logo des Deutschen Kulturforums östliches Europa seit 2020

Das Deutsche Kulturforum östliches Europa e. V. mit Sitz in Potsdam ist eine vom Beauftragten der Bundesregierung für Kultur und Medien (Michael Naumann) im Jahr 2000 initiierte und durch diese geförderte Einrichtung der Kultur- und Bildungsvermittlung. Es nahm seine Tätigkeit im Jahr 2001 auf.

## Profil und Ziele

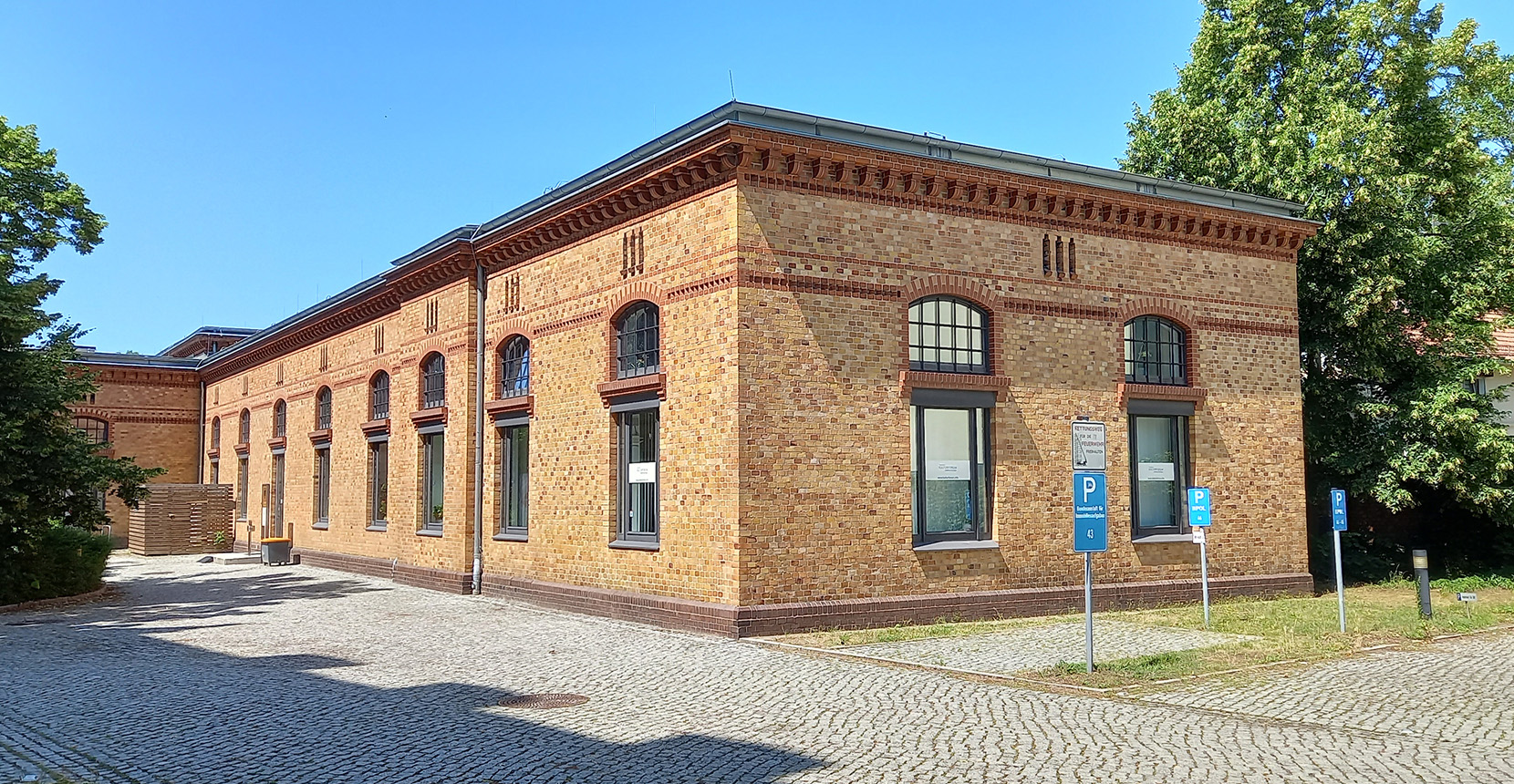
Der Sitz des Deutschen Kulturforums östliches Europa in der Berliner Straße in Potsdam

Der Verein bietet einen Rahmen, in dem das gesamte Spektrum der deutschen Kultur und Geschichte im östlichen Europa präsentiert wird. Die Auseinandersetzung mit diesen Kulturtraditionen im östlichen Europa, mit der Geschichte von Städten und Landschaften, die im Verlauf von rund sieben Jahrzehnten nach der Katastrophe des Zweiten Weltkriegs oftmals vergessen, verdrängt oder auch verfälscht wurde, sind Aufgabe und Gegenstand der Tätigkeiten des Deutschen Kulturforums östliches Europa.
Der Verein beschäftigt sich mit der Geschichte dieser Regionen und mit vielfältigen Aspekten der Kulturgeschichte, der Literatur, Kunst und Musik sowie mit den immateriellen Kulturgütern. Kulturgeschichte beinhaltet dabei nicht nur die Lebenswelt der Eliten und Werke der Hochkultur, sondern ebenso die Alltags-, Bauern- oder Industriekultur.
Dabei arbeitet das Kulturforum in enger Kooperation und im kritischen sowie zukunftsorientierten Dialog mit anderen wissenschaftlichen, kulturellen und gesellschaftlichen Einrichtungen in Deutschland und in den jeweiligen Ländern zusammen. Es erschließt und vermittelt das verbindende kulturelle Erbe der Deutschen und ihrer östlichen Nachbarn in publikumswirksamen Veranstaltungen, durch gedruckte Veröffentlichungen und elektronische Medien, wobei es die breite Öffentlichkeit im Blick hat.
Seine Arbeit betrachtet das Kulturforum als wichtigen Beitrag zu grenzüberschreitender Verständigung in einem vereinigten Europa und als Brückenschlag zu den heutigen Bewohnern in den entsprechenden Regionen. Das Kulturforum versteht sich als Mittler zwischen Ost und West, zwischen Wissenschaft und Öffentlichkeit, zwischen Institutionen und Einzelinitiativen. In besonderer Weise ist es den fachverwandten und vom Bund geförderten Einrichtungen verbunden, für die es als Bindeglied zur Öffentlichkeit zu wirken bestrebt ist.
Ziel ist es, das Interesse für die weitere Auseinandersetzung mit der Thematik zu fördern sowie die Menschen für den Erhalt und die Pflege der (auch) deutsch geprägten Kulturgüter zu sensibilisieren. Das Kulturforum möchte dazu beitragen, bestehende Vorbehalte im In- und Ausland abzubauen.
Ein wichtiger Aspekt ist hierbei die kritische Revision nationaler Mythen und Stereotype, die in den zum großen Teil über lange Zeit ethnisch und konfessionell gemischten Regionen des östlichen Europa den Blick auf die gemeinsamen und verbindenden historischen und gesellschaftlichen „Erinnerungsorte“ versperren.

## Tätigkeitsgrundlage

Logo der Beauftragten der Bundesregierung für Kultur und Medien

Grundlage für die Entstehung und für die Formulierung der Aufgaben des Kulturforums als gemeinnütziger Verein ist neben der rechtlichen Fördergrundlage (§ 96 BVFG) die im Jahre 2000 verabschiedete Konzeption zur Erforschung und Präsentation deutscher Kultur und Geschichte im östlichen Europa. Dabei steht die „Weiterentwicklung der Kulturleistungen“, wie es darin heißt, im Kontext der alten und neuen Nachbarkulturen für das Kulturforum im Vordergrund. Diese Kulturleistungen und deren Fortwirken im Bewusstsein der bundesdeutschen Öffentlichkeit wie auch jener der ehemals oder bis heute von Deutschen bewohnten Länder und Regionen lebendig zu erhalten, ist die vordringliche Zielsetzung des Kulturforums auf unter anderem folgenden Gebieten:
- Entdeckung der historischen Regionen als Teil der gesamteuropäischen Kultur
- Entdeckung der alten (ehemals) deutschen Kulturregionen als Teil der eigenen regionalen Identität der jetzt dort Lebenden
- Grenzland-Situationen als Resultat vielfältiger kultureller und geschichtlicher Überlagerungen
- Sensibilisierung für die Bedeutung und Erhaltung des immateriellen und materiellen Kulturerbes
- Erfahrung der Vertreibung
- Integration von Vertriebenen, Flüchtlingen, Aussiedlern in der Bundesrepublik Deutschland und der ehemaligen DDR
- Erfahrungen der Multikulturalität, Mehrsprachigkeit und konfessionellen Vielfalt der Bezugsregionen

## Arbeitsbereich

### Programm-Bereich
Der Verein organisiert Ausstellungen, Lesungen, Vorträge, Diskussionsveranstaltungen, Konzerte, Filmvorführungen, Preisverleihungen, Studienfahrten, Thementage, Workshops und Tagungen.

### Verlag
In seiner Reihe Potsdamer Bibliothek östliches Europa gibt das Kulturforum illustrierte Sachbücher, kulturhistorische Reiseführer, Ausstellungskataloge und elektronische Publikationen heraus und organisiert regelmäßig Buchpräsentationen. Auf den Buchmessen in Frankfurt (Main) und Leipzig präsentiert das Kulturforum neben der eigenen Produktion auch Veröffentlichungen der anderen Einrichtungen desselben Förderbereichs.

### Online-Portal und Öffentlichkeitsarbeit
Die Internetseiten des Kulturforums bietet sich als Portal zum Thema deutsche Kultur und Geschichte im östlichen Europa an. Hier werden Veranstaltungshinweise, Publikationen, Nachrichten und Informationen über aktuelle Themen sowie vielfältige Materialien zum Arbeitsgebiet allgemein zugänglich gemacht.
Eine wichtige Aufgabe des Kulturforums besteht in der Unterstützung einer gemeinschaftlichen Öffentlichkeitsarbeit der fachverwandten bundesgeförderten Einrichtungen:
- Adalbert-Stifter-Verein, München
- Bundesinstitut für Kultur und Geschichte der Deutschen im östlichen Europa, Oldenburg
- Donauschwäbisches Zentralmuseum, Ulm
- Haus Schlesien, Königswinter-Heisterbacherrott
- Herder-Institut für historische Ostmitteleuropaforschung, Marburg
- Institut für deutsche Kultur und Geschichte Südosteuropas an der LMU München, München
- Kulturzentrum Ostpreußen, Ellingen
- Kunstforum Ostdeutsche Galerie, Regensburg
- Museum für russlanddeutsche Kulturgeschichte, Detmold
- Nordost-Institut – Institut für Kultur und Geschichte der Deutschen in Nordosteuropa, Lüneburg
- Ostpreußisches Landesmuseum, Lüneburg
- Pommersches Landesmuseum, Greifswald
- Schlesisches Museum zu Görlitz, Görlitz
- Siebenbürgisches Museum, Gundelsheim
- Stiftung Flucht, Vertreibung, Versöhnung, Berlin
- Stiftung Martin-Opitz-Bibliothek, Herne
- Westpreußisches Landesmuseum, Warendorf

## Preise, Stipendien und Ausstellungen

### Georg Dehio-Preis
Der Verein vergibt den von der Beauftragten der Bundesregierung für Kultur und Medien dotierten Georg-Dehio-Preis, der im jährlichen Wechsel als Georg Dehio-Kultur- und als Georg Dehio-Buchpreis ausgelobt wird. Damit würdigt es vorbildliches Engagement für die Bewahrung und den zukunftsorientierten Umgang mit deutschen Traditionen im östlichen Europa im partnerschaftlichen Dialog mit den Nachbarn. Die Preisverleihung wird von Begleitveranstaltungen umrahmt, in denen die Preisträger ein Forum erhalten und einem größeren Publikum vorgestellt werden. Der Preis erinnert an den bedeutenden, aus Reval (Tallinn) stammenden deutschen Kunsthistoriker Georg Dehio (1850–1932).

### Europäische Kulturhauptstädte und das Stadtschreiberprogramm
Entsprechen die jeweiligen Europäischen Kulturhauptstädte dem Arbeitsgebiet des Kulturforums, werden diese Städte in dessen Jahresprogramm vielfältig bedacht. Sollte der Buchmarkt in dieser Hinsicht noch nicht erschlossen sein, erscheint ein illustrierter Kunstreiseführer in Kooperation mit dem Verlag Schnell und Steiner. Es finden Veranstaltungen zur Europäischen Kulturhauptstadt statt. Außerdem entsendet das Kulturforum einen „Stadtschreiber“ bzw. eine Stadtschreiberin, um fünf Monate lang von der jeweiligen Europäischen Kulturhauptstadt aus zu berichten. Die Berichte können auf einem Blog verfolgt werden.
Für Vertreter aus den Bereichen Presse, Öffentlichkeitsarbeit, Bildung und Kultur führt der Verein jährlich eine Studienreise in die entsprechenden Regionen des östlichen Europa durch.

### Wanderausstellungen
Der Verein konzipiert und stellt Wanderausstellungen zur Verfügung.